# كرمستج
 کَرمُستج  قرية كبيرة تـتبع البلدة المركزية (لار) (بالفارسية: بخش مرکزی شهرستان لارستان )، في محافظة فارس في جنوب إيران، تقع في جنوب مدينة لار وتبعد عنها بمسافت 30 كيلومتراً. وعن مدينة بستك 80 كيلومتراً، وعن مدينة لنجة 250 كيلومتراً. وكرمستج قرية حصينة تحيط بها الجبال الشاهقة من جميع جهاتها. تقع في أسفل هضبة سلسلة (جبال بر). واسمها قديما (كبر ستج). كان يسكنها في السابق حوالي (1000) نسمة من أهل السنة والجماعة. وهي قرية معروفة خاصة عند أهالي عوض وبستك.

## حدود کَرمُستج
حدود کَرمُستج: من الشمال سلسلة « جبال بر» (كوه بر)، ومن الجنوب « جبل لوخور »، ومن الغرب الطريق الرئيسي الذي يربط مدينة بستك بــمدينة لار،
ومن ناحية الشرق تنتهي « بـجبل کلدرون » في أقصى الشرق.

## السكان
يبلغ عدد سكان هذه القرية حسب تعداد السكان لعام 2006 للميلاد، (600) نسمه من أهل السنة والجماعة وعلى المذهب الشافعي. يتكلون الفارسية باللهجة المحلية، لهم
مساجد، ومدارس، وعيادة صحية صغيرة، وبرك لحفظ مياه الأمطار، يمتهنون بتربية المواشي والزراعة، ولهم 400 نخلة، وأراضي زراعية خصبة، وعين ماء.

## لمحة تاريخية
كرمستج اسم بلد بفارس، و(كرمسته) مخفف (كارد مسته) باللهجة المحلية، أي (نصل السكين)، سمي بذلك لكون أهل البلد كانوا يصنعون السكاكين والبارود.
واسمها قديما « كبر ستج ».
تقع قرية كرمستج في جنوب شرقي (طريق لار، بندرلنجة) وتنتهي إلى جنوب محافظة (فارس) وشمال محافظة هرمزگان، وتبعد عن مدينة لار (30) كيلومترا وعن مدينة بستـك (80) كيلومترا تقربا.
و هي قرية جبلية محصورة بين الجبال، وسلسلة جبال التي في شمالها تسمى (كوه بـر) أي جبل بـر، ويبلغ ارتفاعها حوالي (2216) مترا، وفي بعض أجزائها (2225) مترا، وهي أعلى قمة جبلية في المنطقة.

## خرج من كرمستج علماء وصالحون وتجار
خرج من كرمستج علماء وصالحون وتجار، ومن علمائها:
- محمد يوسف أمرالله كرمستجي أحد التجار الذين عاشوا حياتهم في دولة الإمارات العربية المتحدة، بدأو حياتهم في بلاد فارس وبعدها هاجر إلى الإمارات (أم القيوين)، وانتشر في تجارته في دولة عمان والسعودية واستقر بعدها في إمارة دبي، توفي عام 2008
- الشيخ عبد الرحيم الأنصاري
- الشيخ عبد الرحيم كراماتي المعروف بصلاحه وتقواء وكرامته، توفي بمكة المكرمة سنة 1310 هـ.
- ومن علمائها أيضا:السيد حسن بن السيد عبد الرحيم الكاملي الكرمستجي، كان رجلا فاضلا مطلعا حسن الخط، وشاعرا مرموقا لقبه في شعره « ترسان » بمعنى الخائف من الله سبحانه.
- الشاعرة: الهام صداقت الكر مستجي
- الشيخ محمد علي رضا زينل بعد أن هاجر والده إلى بندر لنجة، وبعد ها هاجر إلى مدينة (جدة) بالمملكة العربية السعودية، وأسس فيها تجارة واسعة عرفت بتجارة أولاد زينل علي رضا.

وكان محمد علي درة عقد هذه العائلة الذي اشتهر بأعمال الخيرية الطائلة، فمنذ صغره كان متدينا محبا للفقراء يجوب الشوارع ومعه كيس فيه قروش فضة كان يعطيها للأولاد لتشجيعهم على الذهاب إلى المدرسة.
ولقد أراد والده أن يجعل منه تاجرا كبقية أفراد الأسرة فأرسله في وقت مبكر من حياته إلى الهند لإدارة بعض أعمالهم التجارية هناك.
وعندما عاد إلى جـدة انشأ مدرسة سماها « الفلاح » ثم انشأ أخرى في مكة المكرمة، وفي وقت لاحق أقام مدارس عدة في البحرين ودبي وبومباي بالهند.
وكان يصرف على هذه المدارس بسخاء مما تدره عليه تجارته في اللؤلؤ من أرباح، كان من أصحاب الغنى والثراء في منطقة الخليج
و سخر هذه الثروة الكبيرة لخدمت المسلمين ومساعدة الفقراء والمحتاجين ونشر التعليم وفتح المدارس فكان كريما وجوادا يضرب المثـل بكرمه.
وكان الحاج محمد على زينل تاجرا نشطا امتد بعلاقاته التجارية إلى الهند مركز بيع وتصدير اللؤلؤ إلى أنحاء العالم.
ثم افتتح له مكتبا دائما في فرنسا في عام 1920 للميلاد، يدير من خلاله تجارته في تسويق وبيع اللؤلؤ، وكان يقيم شهورا في فرنسا واشترى بيتا في شارع (الشانزليزيه)، ولم يمنعه انشغاله بهذه التجارة من تفقد أعماله الخيرية وزيارة مدارسه، فكان في كل سنة يأتي إلى دبي لزيارة مدرسة الفلاح وتفقد أحوالها وتلبية احتياجاتها، إلى بداية الثلاثينات من القرن الماضي حيث ضعفت حالته المادية بانهيار أسعار اللؤلؤ الطبيعي نتيجة لانتشار اللؤلؤ الصناعي الياباني.
وبذلك تقلصت مساعداته الخيرية للمدارس.
وقضى بقية حياته إلى وفاته في الهند في بداية السبعينات.
- تسرد الشاعره « الهام صداقت » في وصف كرمستج هذه الأبيات الجميلة باللغة الفارسية، قائلتاً:

## وصلات خارجية
- كوخرد حاضرة إسلامية على ضفاف نهر مهران